# 2018-as laziói regionális választás
A 2018-as laziói regionális választást március 4-én tartották meg. Ezen a napon Lombardiában is tartottak regionális választást és országosan a parlamenti választásokat.
| Elnök-jelölt        | Nicola Zingaretti               | Stefano Parisi                  | Roberta Lombardi                |
| ------------------- | ------------------------------- | ------------------------------- | ------------------------------- |
| Párt neve           | Demokrata Párt                  | Energiát Olaszországnak         | 5 Csillag Mozgalom              |
| Választási koalíció | Balközép koalíció               | Jobbközép koalíció              | nincs                           |
| Eredmények          | 1 018 736 32,92%                | 964 418 31.17%                  | 834 995 26,98%                  |
| Mandátumok          | Lazio Regionális Tanács:24 / 50 | Lazio Regionális Tanács:15 / 50 | Lazio Regionális Tanács:10 / 50 |

## Választási rendszer
A választás során megválasztják Lazio Regionális Tanácsának képviselőit, illetve a régió elnökét is. Összesen 50 mandátum osztható ki. Tíz mandátumot zárt listás blokkszavazáson szavaznak meg. A maradék 40 mandátumot arányos képviselet értelmében az öt, Lazióban levő megye területeivel megegyező választókerületi szavazáson osztják ki Hagenbach-Bischoff-rendszerrel, amelyeken nyílt preferencialistákra lehet szavazni. Ha egy győztes koalíció nem éri el a 60%-ot, akkor a győztesszorzó értelmében 10 mandátumot kap bónuszként.
A választókerületek többmandátumosak, lakosságarányosan határozzák meg a megválasztható képviselők számát: Róma Nagyvárosi Övezete 29, Frosinone és Latina megye 4-4, Viterbo megye 2 és Rieti megye 1 képviselőt delegálhat.

## Elnökjelöltek

### Nicola Zingaretti
Zingaretti 2017 októberében jelentette be hogy a balközép koalíció jelöltjeként indulna el a választáson. Eleinte csak pártja, a Demokrata Párt állt ki mögötte, majd 2018 januárjában a Pietro Grasso vezette Szabadok és Egyenlőek. Január 23-án egy Zingarettit támogató civil lista is beállt a koalícióba. Ezt követte a Több Európát, Zöldek Szövetsége, Olasz Szocialista Párt csatlakozása a koalícióhoz. Eleinte a Populáris Civilek is benne voltak a koalícióban, ám mivel nem tudtak megállapodni számos kérdésben, emiatt kiléptek a koalícióból és saját jelöltet indítottak el Jean-Léonard Touadi személyében.

### Stefano Parisi
Parisi jelöltsége 2018. január 25-én vált hivatalossá. A koalíció 5 pártból állt: Forza Italia, Északi Liga, Olaszország Fivérei, Mi Olaszországgal és az Energiát Olaszországnak pártokból.
Emellett felmerült egy másik jelölt neve is 2017. november 15-én, Sergio Pirozzi, aki Amatrice polgármestere volt, amit a 2016-os közép-olasz földrengés leginkább sújtott. Őt az euroszkeptikus jobboldali Nemzeti Mozgalom a Szuverenitásért párt támogatta és az Északi Liga. Miután az előbbi pártot Francesco Storace pártelnök 2017 decemberében feloszlatta, így a Liga Pirozzi helyett Parisi jelöltségét támogatta. Pirozzi külön listán indult.

### Roberta Lombardi
Az 5 Csillag Mozgalom egy online szavazást indított a Rosseau nevű platformjukon, hogy Lazio választói megszavazzák a párt elnökjelöltjét. A pártnak ez volt a 2. alkalom, hogy regionális választáson indult a régióban. A szavazáson végül Roberta Lombardi lett a jelölt.

### Mauro Antonini
Antoninit a neofasiszta, szélsőjobboldali CasaPound indította el, aki a 2016-os római önkormányzati választáson a párt polgármester-jelöltje volt Róma 4. kerületi önkormányzatának.

### Elisabetta Canitano
Canitanót a szélsőbaloldali, kommunista Hatalmat a Népnek! párt indította el jelöltként.

## Eredmények

### Elnökjelöltek
| Jelölt                                                                                                | Jelölt            | Szavazatok száma | Szavazatok % |
| --- | ----------------- | ---------------- | ------------ |
| | Nicola Zingaretti | 1,018,736        | 32.93        |
| | Stefano Parisi    | 964,757          | 31.18        |
| | Roberta Lombardi  | 835,137          | 26.99        |
| | Sergio Pirozzi    | 151,339          | 4.89         |
| | Mauro Antonini    | 59,898           | 1.94         |
| Összesen                                                                                              | Összesen          | 2.574.718        | 100.00       |
| Forrás: Elezioni 2018 – Regione Lazio Archiválva 2020. szeptember 30-i dátummal a Wayback Machine-ben |                   |                  |              |

### Pártlisták eredménye
| Jelölt                                                                                               | Jelölt                                  | Szavazatok száma | Szavazatok % |
| --- | --------------------------------------- | ---------------- | ------------ |
| | 5 Csillag Mozgalom                      | 559,752          | 22.06        |
| | Demokrata Párt                          | 539,131          | 21.25        |
| | Forza Italia                            | 371,155          | 14.63        |
| | Északi Liga                             | 252,772          | 9.96         |
| | Olaszország Fivérei – Nemzeti Szövetség | 220,460          | 8.69         |
| | Zingaretti civil listája                | 110,080          | 4.34         |
| | Pirozzi civil listája                   | 93,942           | 3.70         |
| | Szabadok és Egyenlőek                   | 88,416           | 3.48         |
| | Több Európát                            | 52,451           | 2.07         |
| | Zöld Európa – Szolidáris Demokrácia     | 48,872           | 1.93         |
| | Mi Olaszországgal                       | 41.234           | 1.63         |
| Total                                                                                                | Total                                   | 2,537,138        | 100.00       |
| Forrás:Elezioni 2018 – Regione Lazio Archiválva 2020. szeptember 30-i dátummal a Wayback Machine-ben |                                         |                  |              |

### Megyei és városi eredmények
| Megye neve | Nicola Zingaretti | Stefano Parisi | Roberta Lombardi | Többi jelölt  |               |              |
| ---------- | ----------------- | -------------- | ---------------- | ------------- | ------------- | ------------ |
| Megye neve | Frosinone         | 90,816 31,77%  | 102,129 35,73%   | Többi jelölt  | 75,242 26,32% | 17,637 6.17% |
| Latina     | 73.220 23,47%     | 126.206 40,45% | 85.611 27,44%    | 26.990 8,65%  |               |              |
| Rieti      | 27.923 31,74%     | 22.749 25,86%  | 19,562 22.24%    | 17,741 20.16% |               |              |
| Róma       | 771.175 34,62%    | 651.676 29,25% | 607.498 27,27%   | 197,254 8,85% |               |              |
| Viterbo    | 55.602 30,79%     | 61.997 34,33%  | 47,224 26,15%    | 15,784 8,74%  |               |              |
|            |                   |                |                  |               |               |              |
| Összesen   | 1.018.73632,93%   | 964.757 31,18% | 835.137 26,99%   | 275.406 8,91% |               |              |

| Város neve | Nicola Zingaretti | Stefano Parisi | Roberta Lombardi | Többi jelölt |              |  |
| ---------- | ----------------- | -------------- | ---------------- | ------------ | ------------ |  |
| Város neve | Frosinone         | 8.225 31,44%   | 10.097 38,59%    | Többi jelölt | 5.878 22,47% |  |
| Latina     | 16.408 22,62%     | 28.631 39,48%  | 20.091 27,70%    |              |              |  |
| Rieti      | 9.176 34,83%      | 6.111 23,20%   | 5.166 19,61%     |              |              |  |
| Róma       | 545.250 37,45%    | 404.569 27,79% | 385.058 26,45%   |              |              |  |
| Viterbo    | 11.539 30,17%     | 14.036 36,70%  | 8.792 22,99%     |              |              |  |

### Eredmények értékelése
A balközép jelöltje Zingaretti Róma és Rieti megye elnyerésével az 50-ből 24 mandátumot nyert, amivel már relatív többsége lett a regionális tanácsban. A legjobb eredmény az inkább balra húzó, Róma nagyvárosi övezetét magába foglaló, Róma megyében érte el a koalíció.
A regionális választást egyesek úgy értékelték, hogy a hivatalban levő kormányzó, Nicola Zingaretti győzelméhez az is hozzájárult, hogy egy szélesebb koalíció állt mögötte, mint 2013-ban. Ugyanis az aznap tartott lombardiai regionális választással ellentétben itt a Szabadok és Egyenlőek támogatták a balközép koalíciót, mert álláspontjuk szerint Zingaretti hitelesebben képviselte a baloldali értékeket. A baloldal győzelme abból a szempontból volt kiemelkedő, hogy országosan, a parlamenti választásokon hatalmas vereséget szenvedtek.
A jobbközép az 5 választókerületből, 3-ban győzött, ám az alacsonyabb lakosságszám miatt kevesebb mandátum is nyerhető el. Emiatt a jobbközép 15 mandátumot szerzett meg. A legjobb eredményt, a hagyományosan jobboldalinak tartott Latina megyében érte el a koalíció, 40%-kal.
A jobbközép koalíció vereségét egyesek annak tudták be, hogy Amatrice polgármestere, Sergio Pirozzi külön listán indult, és 4,89%-nyi szavazatával elvette az esélyt a jobbközép elől, hisz összesen a jobbközép koalíciónak több szavazata lett volna közös indulás esetén, mint Zingarettinek. Parisi megvádolta Pirozzit, hogy felelőtlen volt a külön indulással.